# فرودگاه فورت دپازیت–شهرستان لوندس
فرودگاه فورت دپازیت–شهرستان لوندس (به انگلیسی: Fort Deposit–Lowndes County Airport) یک فرودگاه همگانی بهره‌برداری هوایی است که یک باند فرود آسفالت دارد و طول باند آن ۱۰۹۵ متر است. این فرودگاه در کشور ایالات متحده آمریکا قرار دارد و در ارتفاع ۱۴۹ متری از سطح دریا واقع شده است.